# Винтер, Людовит
Людовит Винтер (словац. Ľudovít Winter, иногда также используется венгерский вариант имени — Лайош, 1 ноября 1870 года, Шаги, Австро-Венгрия — 15 сентября 1968 года, Пьештяны, Чехословакия) — словацкий предприниматель еврейско-венгерского происхождения. Арендатор, строитель Пьештянского курорта. Внёс значительный вклад в преобразование села Пьештяны в город.

## Биография
Людовит Винтер родился 1 ноября 1870 года в городе Шаги (Австро-Венгрия), был третьим ребёнком Александра Винтера и Генриетты Винтер, урождённой Качеровой. У него был старший брат Франтишек, сестра Мила и младший брат Имрих. Людовит Винтер учился в Техническом институте (ныне университет) в Вене. Его отец Александр в 1889 году арендовал курорт Пьештяны у графа Ференца Эрдёди, а в 1890 году позвал Людовита помогать в управлении Пьештянским курортом.
В 1902 году Людовит женился на вдове своего брата Франтишека — Леоне Винтер (урожд. Шауэровой), у которой уже было двое детей. В браке у них родилось ещё 3 детей — Ян, Алжбета и Мария. Изначально еврейская семья Винтер в 1907 году приняла католичество.
В 1909 году, после смерти отца, Людовит полностью взял на себя управление Пьештянским курортом. За время своей работы в этом качестве в Пьештянах были построены знаменитые здания, среди которых наиболее известными являются Рабочая больница, Курсалон, Франтишеков курорт, Про Патриа, а также украшение города Пьештяны — Термия-палац (здание «Ирма»). В 1919—1935 годы Винтер был председателем Союза словацких курортов. Совместно с нотариусом Антоном Кайлихом, деканом Александром Шинделаром, позднее ставшим мэром, и другими коллегами способствовал процветанию Пьештян — были отремонтированы и асфальтированы улицы, тротуары и площади, построены водопроводы и канализационные системы, было отрегулировано течение реки Ваг и т. д.
После национализации курорта коммунистическим режимом в 1948 году Людовит Винтер жил в уединении и бедности. Ему был даже запрещён вход на Пьештянский курортный остров, где располагалась большая часть курортных заведений. Винтер умер в городе Пьештяны в возрасте 98 лет. Похоронен на кладбище на Братиславском шоссе (Пьештяны).

## Память о Винтере сегодня
В 1991 году в его честь названа главная улица в центре города Пьештяны — улица Винтера. Свою жизнь и деятельность Винтер описал в мемуарах, выданных в 2001 году под названием «Воспоминания о Пьештянах». На основе книги режиссёр Душан Транчик снял фильм «Оптимист».